# ミサイルイノベーション (アルバム)
『ミサイルイノベーション』は、日本のロックバンド・ミサイルイノベーションが2005年7月27日にtearbridge recordsから発売した1枚目のミニアルバムである。

## 内容
初のアルバム作品。

## 収録曲
| #  | タイトル                   | 作詞・作曲                     | 編曲                           |
| -- | -------------------------- | ------------------------------ | ------------------------------ |
| 1. | 「ミサイルイノベーション」 | 大渡亮                         | ミサイルイノベーション、村田昭 |
| 2. | 「Manic Monday」           | プリンス・ロジャーズ・ネルソン | ミサイルイノベーション         |
| 3. | 「砂のお城」               | 大渡亮                         | ミサイルイノベーション         |
| 4. | 「モロヘイヤダンディ」     | 大渡亮                         | ミサイルイノベーション         |
| 5. | 「鮮やかな花」             | 大渡亮                         | ミサイルイノベーション         |

### 解説
1. ミサイルイノベーション
今作の表題曲。
2. Manic Monday
バングルスの同名曲のカバー。
3. 砂のお城
4. モロヘイヤダンディ
5. 鮮やかな花
大渡亮が所属しているDo As Infinityの同名曲のセルフカバー[注 1]。